# Reginald Joseph Mitchell

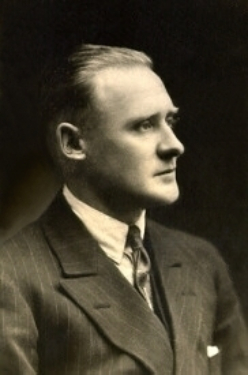
Reginald Joseph Mitchell

Reginald Joseph Mitchell (* 20. Mai 1895 in Talke; † 11. Juni 1937 in Portswood, Southampton) war ein britischer Luftfahrtingenieur. Seine bekannteste Arbeit war die Supermarine Spitfire.
Mitchell verließ die Hanley High School mit 16 Jahren und ging bei Kerr Stuart & Co., einer Lokomotivfabrik, in die Lehre. Bei Abschluss seiner Lehre arbeitete dort als Zeichner im Technischen Büro und studierte Ingenieurwissenschaften und Mathematik in der Abendschule. 1917 ging er zu Supermarine nach Southampton und wurde dort 1918 leitender Entwicklungsingenieur. Zu dieser Zeit heiratete er Florence Dayson. 1920 stieg er zum Chefingenieur auf und wurde 1927 technischer Direktor. Als Vickers 1928 Supermarine übernahm, war eine der Bedingungen, dass Mitchell mindestens für weitere fünf Jahre im Unternehmen bleiben musste.
In seiner Zeit als Luftfahrtingenieur entwickelte Mitchell insgesamt 24 verschiedene Flugzeuge der verschiedensten Bauarten. Der von ihm entwickelten Supermarine S.6B gelang es 1931 die Schneider-Trophy zu gewinnen und kurz darauf den Geschwindigkeitsweltrekord nach Großbritannien zu holen. Dafür erhielt er 1932 den Order of the British Empire.
Mit der Spezifikation F7/30 des britischen Luftfahrtministeriums begann Mitchell mit den Arbeiten an dem Supermarine Type 224, deren Entwurf er am 20. Februar 1932 vorlegen konnte. Bereits 1933 begann Mitchell mit Arbeiten an dem wesentlich fortschrittlicheren Typ 300, der späteren Spitfire. Die 224 befriedigte nicht, aber der Typ 300 wurde von der RAF finanziell unterstützt.
1933 erkrankte Mitchell an Darmkrebs und erhielt einen künstlichen Darmausgang. Trotz seiner Krankheit arbeitete er weiter und begann mit der Konstruktion eines viermotorigen Bombers, dem Typ 317. 1934 machte Mitchell seinen Pilotenschein.
1936 brach erneut Krebs bei ihm aus, und Anfang 1937 musste er seine Arbeit aufgeben. Mitchell hinterließ seine Frau und einen Sohn, Gordon. 1942 wurde die Filmbiografie The First of the Few veröffentlicht. Die Regie führte Leslie Howard, der zugleich auch die Hauptrolle übernahm.